# Machmud Esambajew
Machmud Alisułtanowicz Esambajew (ros. Махмуд Алисултанович Эсамбаев; ur. 15 lipca 1924 we wsi Staryje Atagi k. Groznego, zm. 7 stycznia 2000 w Moskwie) – radziecki tancerz, aktor i choreograf pochodzenia czeczeńskiego.

## Życiorys
W 1939 rozpoczął naukę w szkole baletowej w Groznym i rozpoczął występy z Czeczeńsko-Inguskim Zespołem Pieśni i Tańca. Wybuch wojny sprawił, że przerwał naukę w szkole i razem z brygadą koncertową występował w szpitalach, dla rannych żołnierzy.
Od 1944, kiedy władze ZSRR przeprowadziły przymusową deportację Czeczenów, rodzina Machmuda Esambajewa znalazła się w Kirgizji. Na okres dwunastu lat młody tancerz związał się z Kirgiskim Teatrem Opery i Baletu, działającym we Frunze. Jako solista zespołu tańczył główne role w baletach Jezioro łabędzie, Fontanna Bachczysaraju i Śpiąca królewna.
Pod koniec lat 50. Esambajew powrócił do narodowego repertuaru czeczeńskiego. W jego repertuarze znalazły się takie tańce jak czeczeńsko-inguski Czaban, baszkirski Woin, ale także tańce indyjskie i hiszpańskie. Związał się z grupą Gwiazdy baletu radzieckiego (Звёзды советского балета), z którą występował w Moskwie, ale także we Francji i na tournée w Ameryce Południowej. Wystąpił w siedmiu filmach fabularnych.
Wielokrotnie wybierany deputowanym do Rady Najwyższej Czeczeńsko-Inguskiej ASRR, a także do Rady Najwyższej ZSRR. Dzięki jego poparciu w Groznym przebudowano budynek Teatru Dramatycznego i cyrku. W 1974 uhonorowany tytułem Ludowy Artysta ZSRR, a w 1984 Bohatera Pracy Socjalistycznej. 17 lipca 2008 pomnik tancerza odsłonięto w Groznym, w 2009 jego imieniem nazwano dawny Prospekt Rewolucji w stolicy Czeczenii.
Pochowany na Daniłowskim Cmentarzu Muzułmańskim w Moskwie.

## Filmografia
- 1962: Ja budu tancewat´ jako Machmud Iszchojew
- 1973: Ziemla Sannikowa jako szaman
- 1975: Na kraj swieta…
- 1976: Poka bjut czasy jako nadworny muzykant
- 1983: Prikluczenija maleńkogo Muka jako skarbnik
- 1994: Uwiertiura
- 1995: Zow priedkow. Wielikij Turan[2]